# Działdowo
Działdowo (udtale: |d͡ʑau̯ˈdɔvɔ|, (tysk: Soldau) (gammelpreussisk: Saldawa) er en by i det nordlige Polen med 20.935 indbyggere pr. december 2021, Den er hovedstaden i Powiat Działdowo (amt), og som en del af Masurien ligger den i  voivodskabet Województwo warmińsko-mazurskie (før 1999) hørte Działdowo  tidligere til Ciechanów Voivodeship (1975-1998). Byen er et vigtigt jernbaneknudepunkt, der forbinder hovedstaden Warszawa med Gdańsk og Olsztyn mod nord.